# Pseudogyrtona nigrivitta
Pseudogyrtona nigrivitta là một loài bướm đêm trong họ Noctuidae.